# 치머로이텐 길드하우스
치머로이텐 길드하우스(독일어: Zunfthaus zur Zimmerleute 춘프트하우스 추어 치머로이텐[*])는 뮌스터교와 라트하우스교 사이에 위치한 리마트콰이 산책로에 있는 길드 하우스로 목수 길드(Zunft zur Zimmerleuten)를 의미한다. 사프란, 켐벨, 및 뤼덴 길드하우스 옆에 있는 이 건물은 스위스 취리히에서 역사적으로 주목할만한 건물 중 하나이다. 건물에는 또한 같은 이름의 비교적 비싼 레스토랑이 있다.

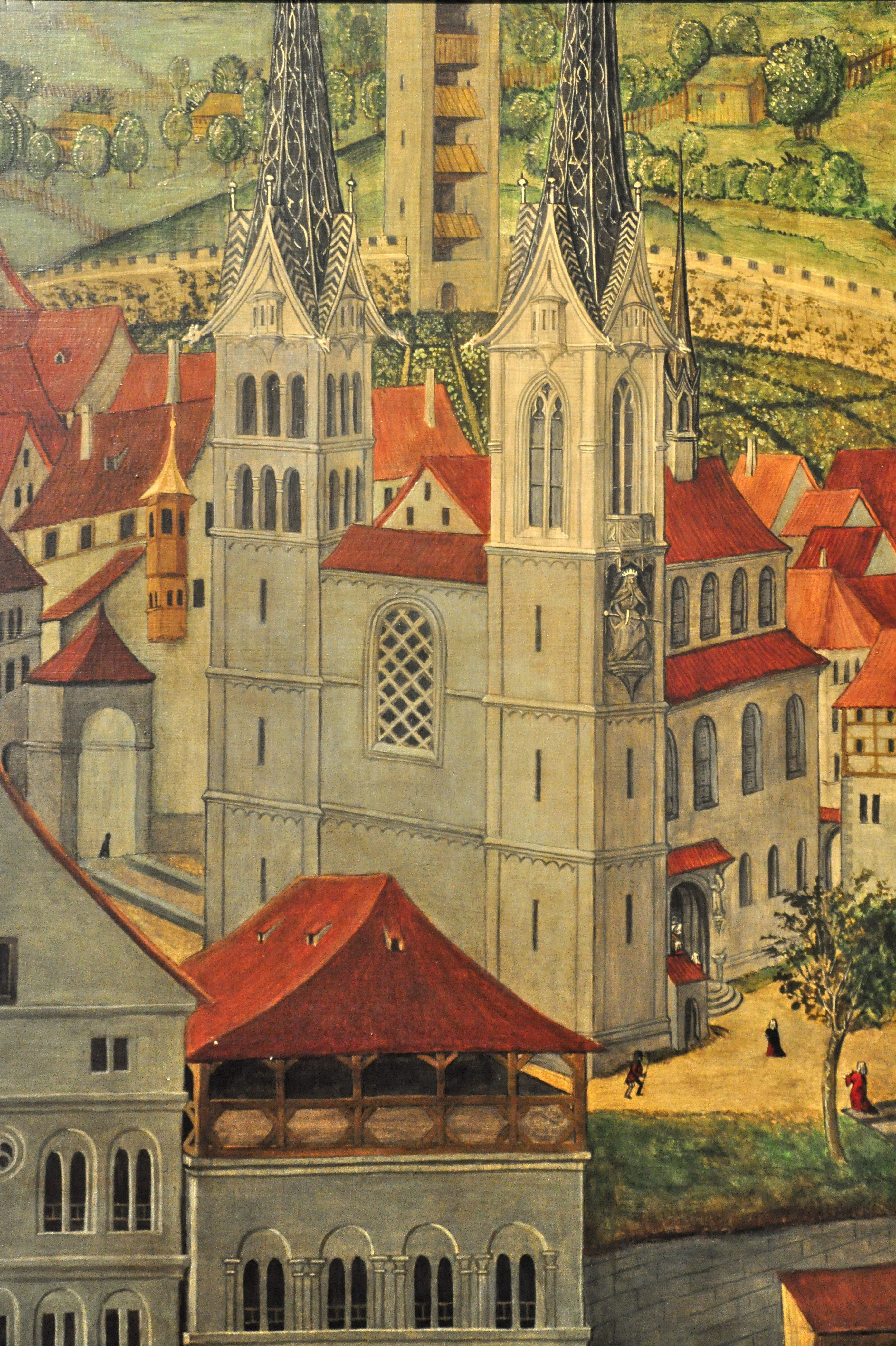
그로스뮌스터와 치머로이텐, 1490년대말에 위치를 보여줌, 한스 로이 작품

## 역사
길드 하우스는 14세기에 그로스뮌스터 교회, 취리히 시청과 하우스 바로 옆에 있는 오늘날의 시청사 지구의 리마트강의 오른쪽(하류) 강변에 목수 길드의 대표적인 건물로 지어졌다. 춤 뤼덴은 당시 취리히에서 가장 중요한 건물이었다. 길드하우스는 서기 1416년 문서에서 처음 언급되었다.

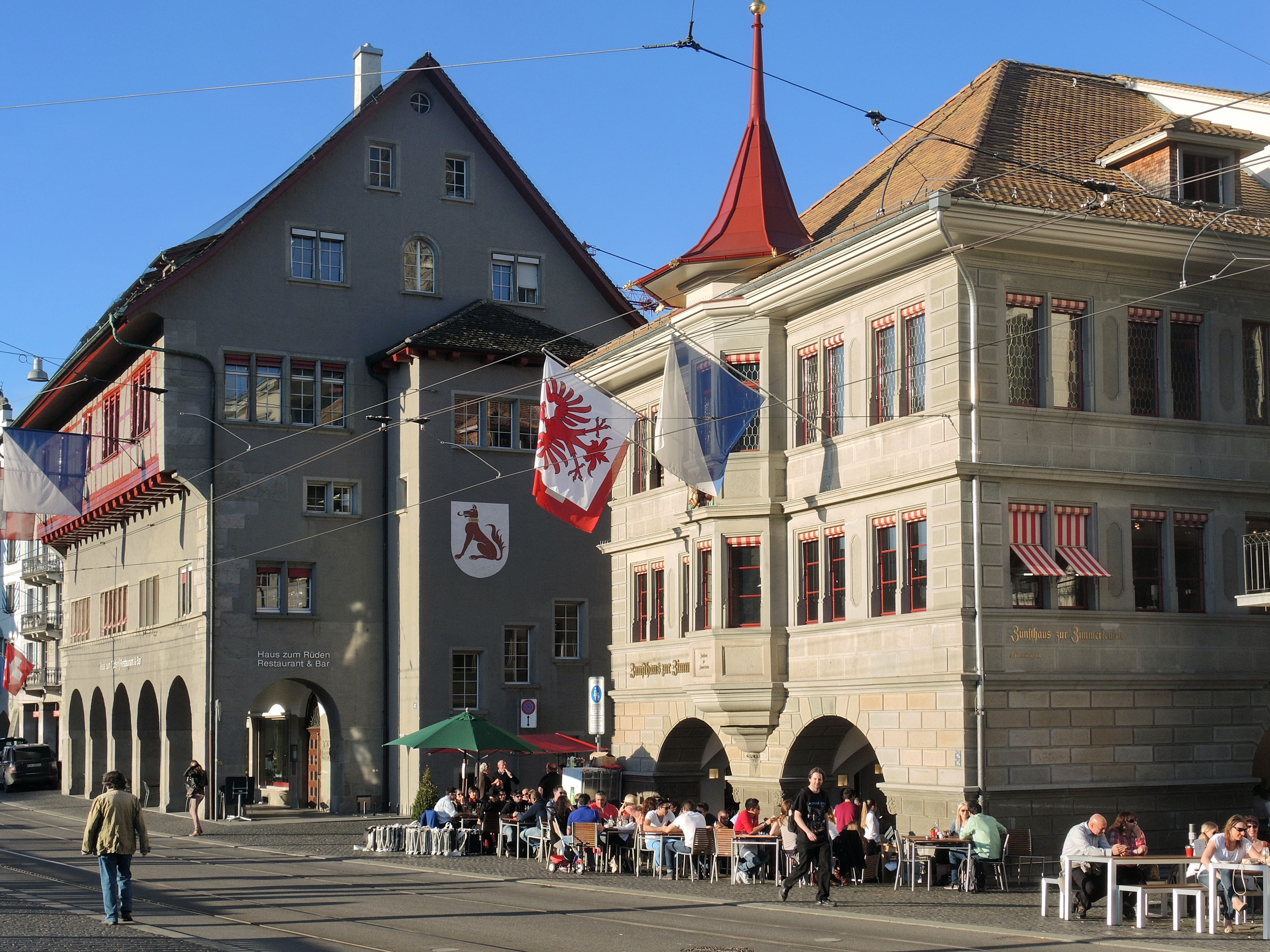
뮌스터교에서 본 치머로이텐 길드하우스와 뤼덴 길드하우스
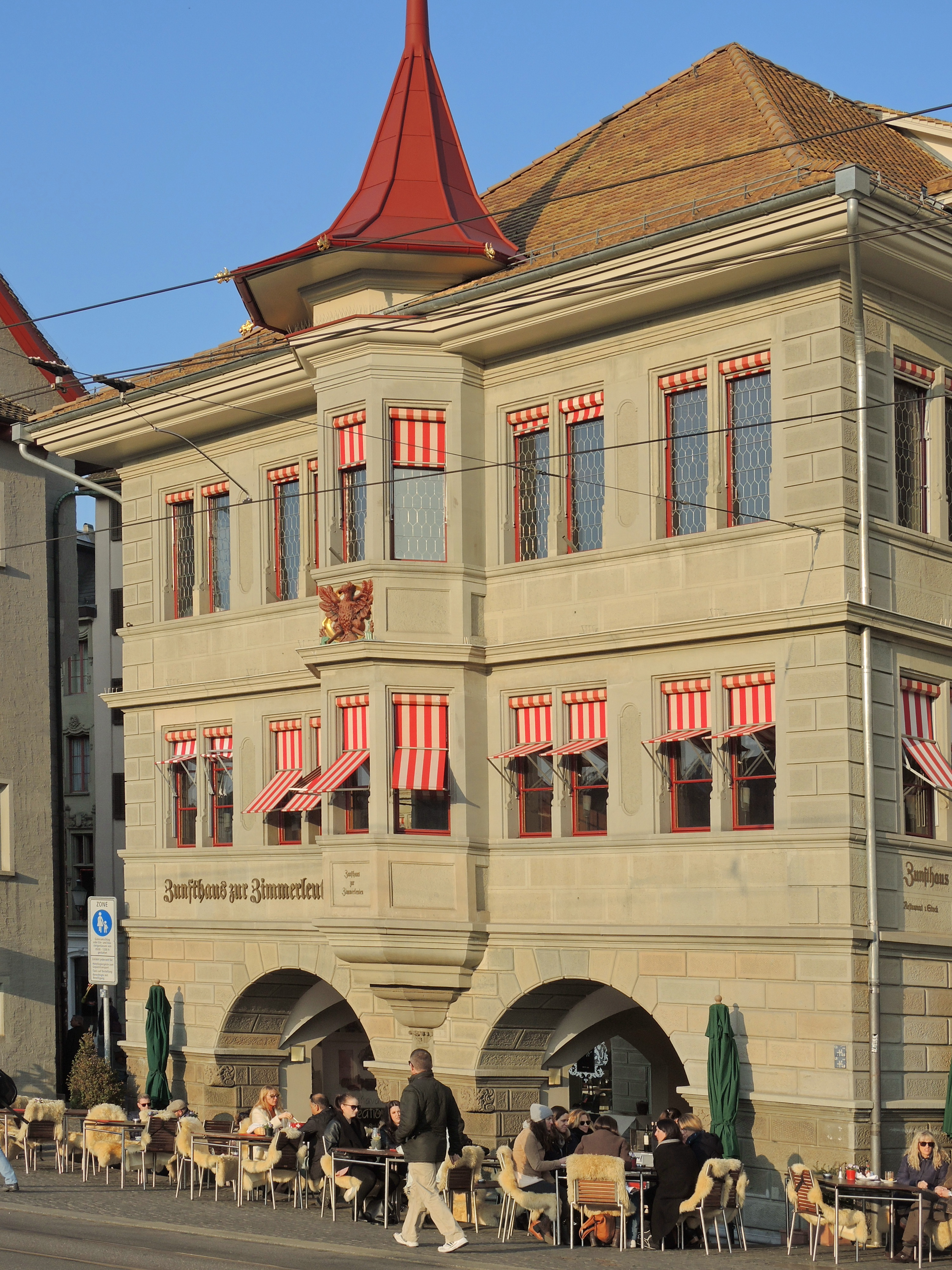
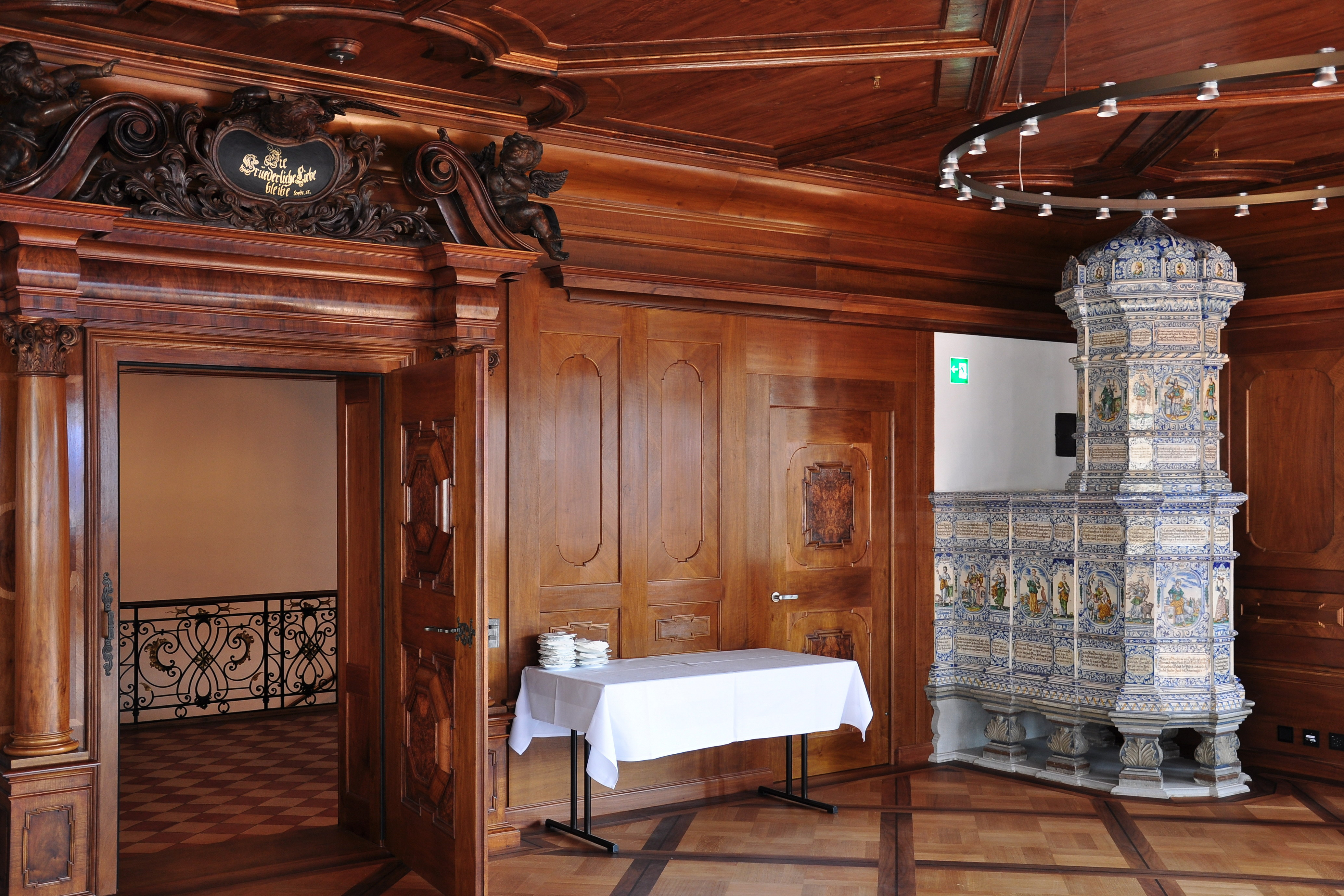
2010년 리뉴얼 이후 인터리어
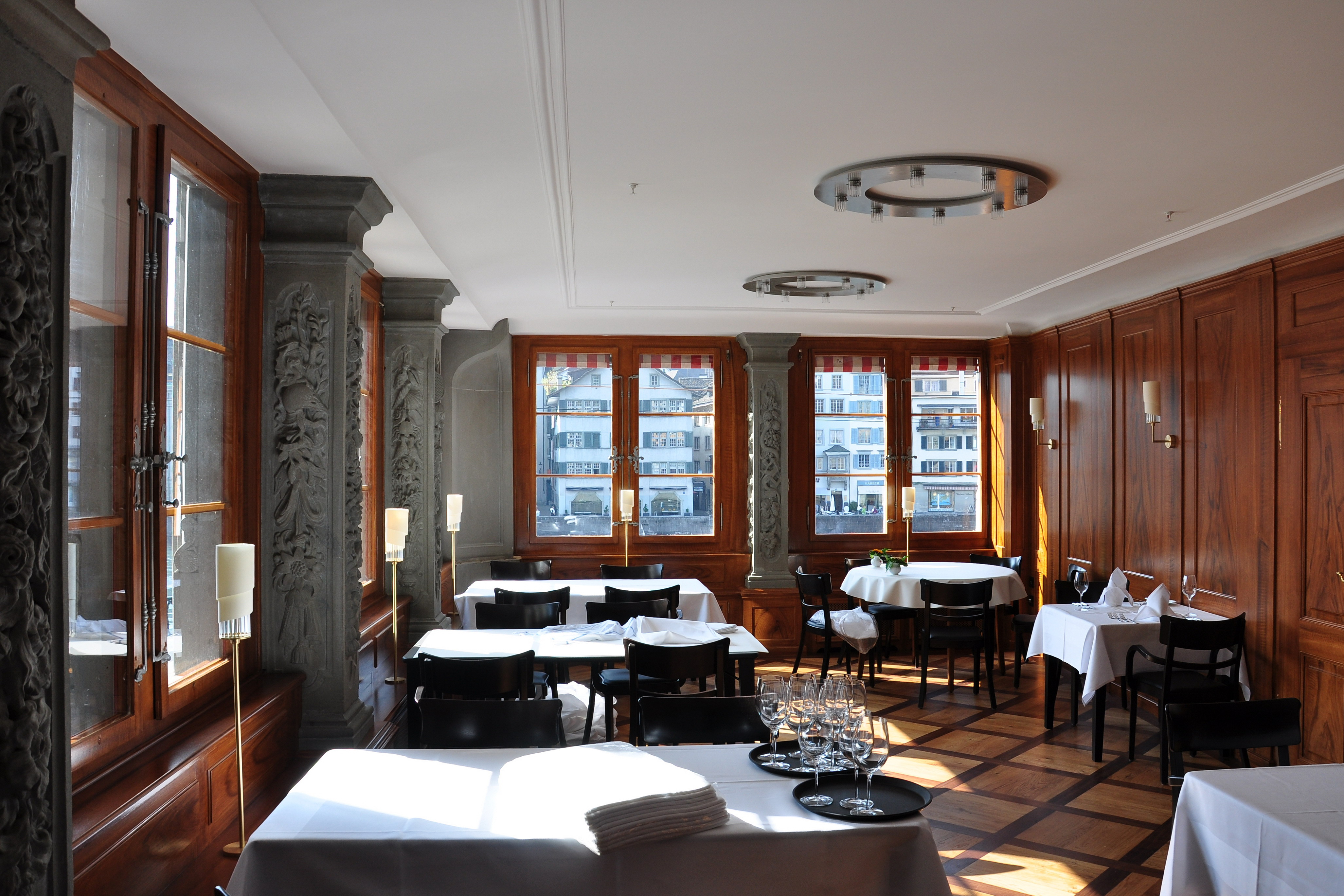
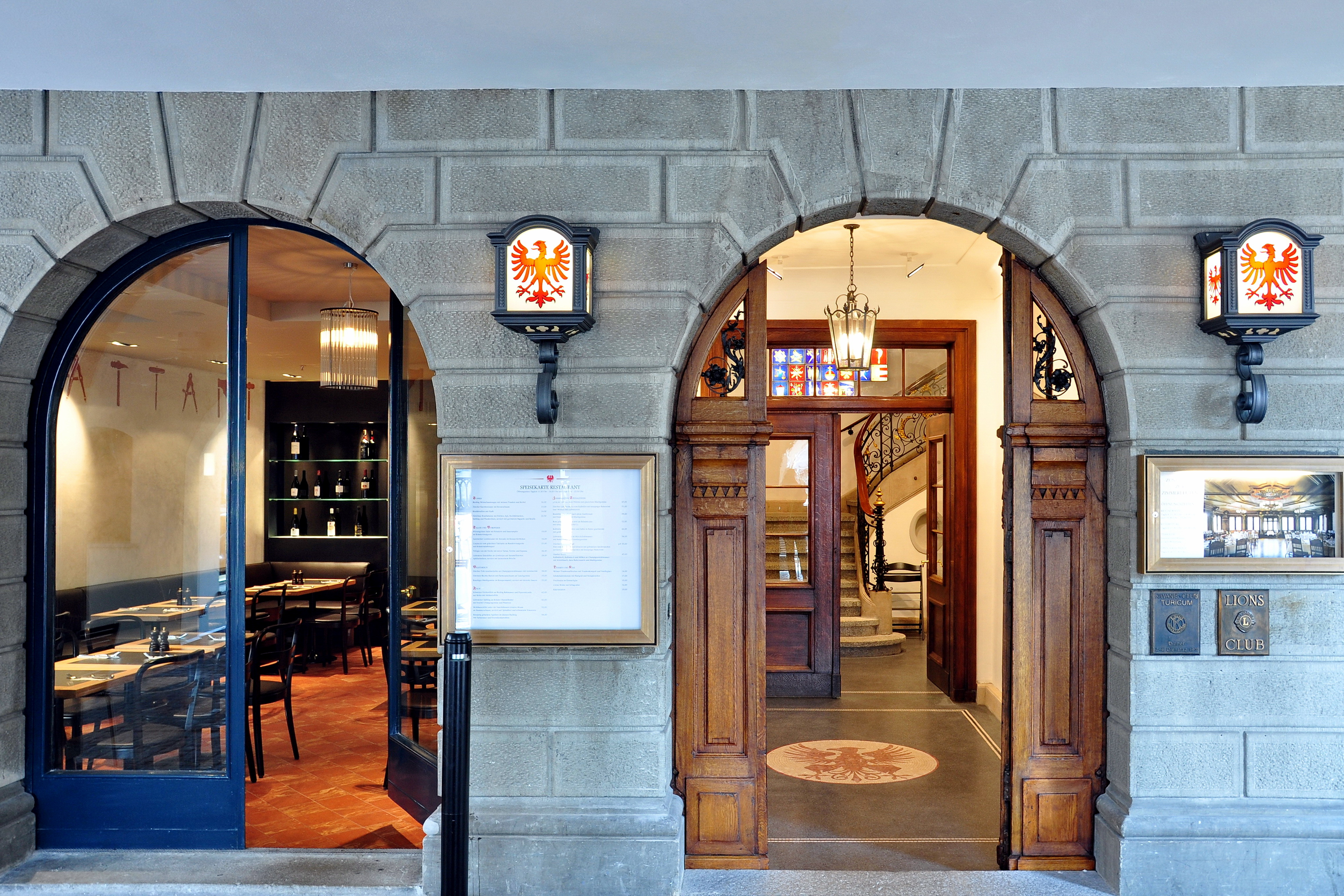
입구

2007년에 건물이 화재로 인해 부분적으로 소실되었다가 2010년에 개조되어 다시 문을 열었다.

## 문화유산
이 건물은 스위스의 국가적 및 지역적 중요성을 지닌 문화재 목록에 A등급으로 등재되어 있다.

## 문학
- Markus Brühlmeier, Beat Frei: 취리히 길드 시스템. Verlag Neue Zürcher Zeitung, Zurich 2005. ISBN  3-03823-171-1.